# Altea
Pentru modelul produs de constructorul de automobile spaniole SEAT, vezi SEAT Altea.
Altea este un oraș în provincia Alicante din Spania.
1. ↑  Nomenclátor Geográfico de Municipios y Entidades de Población (20240402 edition)